# 沢崎坦
沢崎 坦（澤崎 坦、さわざき ひろし、1925年7月4日 - 2003年10月22日）は、日本の畜産学者。

## 略歴
東京出身。東京大学農学部畜産学科卒、1959年「呼吸運動の機構に関する研究」で農学博士。東大農学部助教授、教授、同附属牧場長を経て、1986年定年退官、日本中央競馬会参与。1959年日本畜産学会賞受賞。

## 著書
- 『比較心臓学』朝倉書店 1980
- 『馬は語る 人間・家畜・自然』1987 岩波新書
- 『馬は生きている』文永堂出版 1994
- 『親愛なる人間さまへ 知られざる「馬の心」』NECクリエイティブ 1995

### 共著・監修
- 『日本在来馬の保存活用に関する調査成績』八戸芳夫,林田重幸共著 日本馬事協会 1977
- 『馬・牛・羊事典 漢字百話 馬・牛・羊の部』監修 大修館書店 1989

### 翻訳
- J.C.マクローリン 作/画『イヌ どのようにして人間の友になったか』岩波書店 1984　のち同時代ライブラリー、講談社学術文庫